# 228
Cette page concerne l'année 228  du calendrier julien. Pour l'année 228 av. J.-C., voir 228 av. J.-C. Pour le nombre 228, voir 228 (nombre).
L'année 228 est une année bissextile qui commence un mardi.

## Événements
- 1er avril : première révélation du prophète Mani, alors âgé de douze ans[1]. Il prêche sa doctrine en Iran. Elle est fondée sur la connaissance, source de salut, et accentue l’opposition entre le Bien et le Mal.
- Printemps, Chine : début des campagnes vers le Nord de Zhuge Liang, général du Royaume de Shu, contre les Wei (fin en 234). Victoire de Wei à la bataille de Jieting[2].

- Les prétoriens massacrent le juriste Ulpien, préfet du prétoire, qui voulait faire diminuer leurs privilèges[3]. Des auteurs récents placent sa mort en 223[4].

- Mission chinoise au Funan, principal état du sud-est asiatique[5].

## Naissances en 228
- Paul de Thèbes, ermite chrétien.
- Wang Fan (mort en 266), mathématicien et astronome chinois.

## Décès en 228
- Ulpien, juriste latin (ou 223).